# Thomas Hinrich
Thomas Hinrich est un acteur allemand.  

## Filmographie

### Cinéma
- 1983 : So viele Träume d'Heiner Carow : Hinrich

### Télévision
- 2005 : Balko (série télévisée) : Commissaire Loke
- 2006 : Le Destin de Lisa (série télévisée) : Kurt Decker
- 2006-2007 : Le Destin de Bruno (série télévisée) : Kurt Decker
- 2006 : Die Wache (série télévisée) : Dr. Hans Hackmeier
- 2006-2010 : SOKO Wismar (série télévisée) : Vater Roose/Klaus Melzer
- 2007 : Giganten (série télévisée) : Dr. Leo Szilard
- 2008-2009 : 112 Unité d'urgence (série télévisée) : Andreas Dabrowski / Uwe Seybold
- 2009 : Jenseits der Mauer (TV) : Commissaire Mertens